# Fedra (pel·lícula de 1956)
Fedra és una pel·lícula espanyola de 1956 basada en el mite grec de Fedra (filla de Minos i Pasífae), segons l'obra de Sèneca, dirigida per Manuel Mur Oti i protagonitzada per Emma Penella, Enrique Diosdado i Vicente Parra.
Mur Oti mostra l'eterna vigència del relat tràgic i el mite ambientant-lo en un context immortal alhora que conté trets contemporanis emmarcats en els anys cinquanta, en un poble de pescadors de Llevant; amb això aconsegueix un gran clímax emocional, on la protagonista Emma Penella malbarata sensualitat dins d'una societat obscurantista i tremendament tancada.

## Argument
En un petit poble de pescadors viu Estrella, una jove indomable requerida d'amors per tots els homes del poble, als qui sempre rebutja. Al poble arriba un dia un ric armador, Juan, que s'enamora d'ella i honestament li demana matrimoni, però esperarà fins que ella li vulgui. Passats els dies arriba al poble un noi del qual Estrella s'enamora perdudament: Fernando (l'Hipòlit del mite grec), fill del ric armador. Naturalment Estrella no és corresposta i en assabentar-se que Fernando és fill de Juan, per a estar prop d'ell té la mala idea de casar-se amb el seu pare. La convivència es fa insuportable i una nit en la qual Juan ha sortit amb la seva flota pesquera i bufa un incessant i embogidor vent de llevant, Estrella li confessa a Fernando tota la veritat. Est fuig covardament i ella li persegueix. Les velles bruixes del poble ho veuen tot. Estrella aconsegueix Fernando i aquest la colpeja sàdicament amb una assot.
Quan Juan torna amb els seus vaixells veu les ferides d'Estrella i obliga el seu fill a embarcar-se i sortir enmig del temporal. Fernando cau a l'aigua i s'ofega. Les velles bruixes del poble culpen a Estrella d'aquesta mort i la persegueixen pels penya-segats, però ella aconsegueix escapar. L'endemà al matí veu el cadaver de Fernando surant en el mar, neda fins ell i l'arrossega amb ella a les profunditats de l'oceà.

## Repartiment
- Emma Penella - Estrella
- Enrique Diosdado - Don Juan
- Vicente Parra - Fernando
- Manuel de Juan - Matías
- Raúl Cancio - Vicente
- Rafael Calvo - Pedro
- Porfiria Sanchíz
- Alfonso Rojas
- Ismael Elma
- Xan das Bolas
- Mariano del Cacho
- José Riesgo

## Premis
Emma Penella va obtenir la Medalla del Cercle d'Escriptors Cinematogràfics a la millor actriu per la seva interpretació.